# Ábel Péter (filmtörténész)
Ábel Péter (Budapest, 1929. február 23. – Budapest, 1992. június 8.) magyar író, filmtörténész.
Lánya Ábel Anita (1975) színésznő, fia  ifj. Ábel Péter (1971) nyelvész.

## Életútja
- A Madách Színház: segédrendezője, lektora (1948)
- Színház- és Filmtudományi Intézet: sajtófőnök (1948)
- Színház és Mozi (1948–1950 és 1954), a Néphadsereg, a Magyar Honvéd, a Honvéd Újság munkatársa, kulturális rovatvezető-helyettese (1951–1960)
- Népszabadság: kulturális rovat (1960–1963)
- Minisztertanács Tájékoztatási Hivatala: osztályvezető (1964–1967)
- A Magyar Hírlap (1967–1973), a Pesti Műsor filmkritikusa (1973–1979), a Fotó szerkesztője (1979–1982), a Mozgó Képek rovatvezetője (1984–1989), a TVR Hét (1989–1992), az Antenna munkatársa (1990–1992).

## Fontosabb művei
- Ábel Péter maradandó munkája a közel ezeroldalas Film kislexikon megjelenése (1964), amelyet a kétkötetes Új filmlexikon követett (1971, 1973, 1978)
- Úttörővasút. Ifjúsági regény (Bp., 1949)
- Elmúlt a nyár. Regény (Bp., 1957; bolgárul: Szófia, 1967)
- A magyar filmesztétika múltjából – Mihail Romm (Filmvilág, 1960)

## Szinkronszerepei
| Év   | Cím                        | Szereplő | Szinkron év |
| ---- | -------------------------- | -------- | ----------- |
| 1967 | Bilincs és mosoly          | N/A      | 1983        |
| 1975 | Hallod-e a kutya ugatását? | N/A      | 1982        |
| 1979 | Idegenek                   | N/A      | 1982        |
| 1982 | Hat gézengúz               | N/A      | 1984        |

## Emlékezete
Hagyatékát a Magyar Nemzeti Digitális Archívum (MANDA) őrzi (2013 nyarától).